# Refuge de Fontverd
Le refuge de Fontverd est un refuge d'Andorre situé dans la paroisse d'Escaldes-Engordany à une altitude de 1 880 m.

## Randonnée
Inauguré en 1981 et propriété du Govern d'Andorra,, le refuge est non gardé et ouvert toute l'année,. Il possède une capacité d'accueil de 14 personnes,,.
Le refuge de Fontverd se trouve dans la vallée du Madriu-Perafita-Claror, classée au patrimoine mondial de l'UNESCO, au bord du riu Madriu. Il est accessible depuis La Comella.
Le refuge de Fontverd est sur le trajet du GR 11 espagnol et du GR 7.

## Toponymie
Font signifie « source » en catalan et provient du latin fons de même sens,. Ce terme est retrouvé dans de très nombreux toponymes andorrans (pic de Font Blanca, refuge de les Fonts).
Álvaro Galmés de Fuentes propose de voir dans la terminaison -verd de Fontverd non pas un dérivé de l'adjectif verde (« vert ») mais un hydronyme pré-celtique (vard / verd) qui participerait à la formation de nombreux toponymes espagnols et français.